# عبد الهادي شليلة
عبد الهادي بن جواد بن كاظم النجفي البغدادي المعروف بـشليلة وابن شليلة (1859 - يوليو 1915) (1276 - رمضان 1333) فقيه جعفري وشاعر عربي عراقي عثماني من أهل القرن التاسع عشر الميلادي/ الثالث عشر الهجري. ولد ونشأ بالنجف. تلقى علومه على مشايخها وبرز في العلوم المنطقية والكلامية. كتب آثاراً فقهية عديدة تجاوزت العشرين مؤلفًا وله نظم كثير وعدّة منظومات وأراجيز في مختلف العلوم. توفي في قصر شيرين أثناء رحلته إلى إيران. 

## سيرته
هو عبد الهادي بن جواد بن كاظم بن علي بن كاظم الهمداني البغدادي النجفي، المعروف ب«شليلة» وينتهي نسبه إلى قبيلة همدان اليمانية. ولد في النجف سنة 1276 هـ/ 1859 م أو يقال 1270 هـ/ 1854 م ونشأ بها. تلقى فيها علومه وحضر على فقهائها، منهم: محمد حسين الكاظمي، ومحمد طه نجف، وحبيب الله الرشتي، ومحمد كاظم الخراساني. برز في العلوم المنطقية والكلامية، وله إجازات. وكان فقيهًا موسوعيًا. كتب آثاراً علمية عديدة، تزيد على العشرين. وله نظم كثير وعدّة منظومات وأراجيز في مختلف العلوم. قام بتدريس العلوم الدينية ومن تلامذته هو محمد الجواد الجزائري وعبد الله البلادي البوشهري ومحمد مهدي البحراني. 

ولما ضاق به العيش توجه نحو بلاد فارس، ولكنه توفي في شهر رمضان سنة 1333/ يوليو 1915 في قصر شيرين أو يقال في مدينة همدان فدفن هناك في أيام نشوب الحرب العالمية الأولى، ثم نقل جثمانه في سنة 1336 هـ/ 1918 م إلى النجف ودفن بها في مقبرتهم العائلية المعروفة في محلة المشراق بجنب دارهم. 

## آثاره
من مؤلفاته:
- «الدرّة المنتظمة في أُصول الفقه»
- «العقد الفريد في مقاصد المفيد والمستفيد»
- «فرائض الفقه»، منظومة في الأرث
- «لؤلؤة الميزان»، منظومة في علم المنطق
- «منتقى الجمان في علم الميزان»
- «منظومة في الرضاع»
- « منظومة في صلاة المسافر»
- «البحر الفائض في أحكام الفرائض»
- «الدرّة المنتظمة في أصول الفقه»
- «المختصر الشافي في العروض والقوافي»
- «تحقيق الحق في مسائل المشتق»
- «تعليقة على الفصول»
- «حاشية فرائد الأصول»
- «رسالة في الاجتهاد والتقليد »
- «غاية المأمول في علمي الفقه والأصول»
- «غاية المراد والهداية إلى سبيل الرشاد»
- «غرر البيان في حلّ مطالب لؤلؤة الميزان»
- «كتاب في الرجال»
- «لؤلؤة الميزان في المنطق»
- «مشكاة الشيعة في أحكام الشريعة»
- «منظومة في الفقه»
- «منظومة في الكلام»
- «منظومة في النكاح»
- «منظومة‌ في علم الكلام»

## وصلات خارجية
- في «بوابة الشعراء»